# شیر بی‌یال

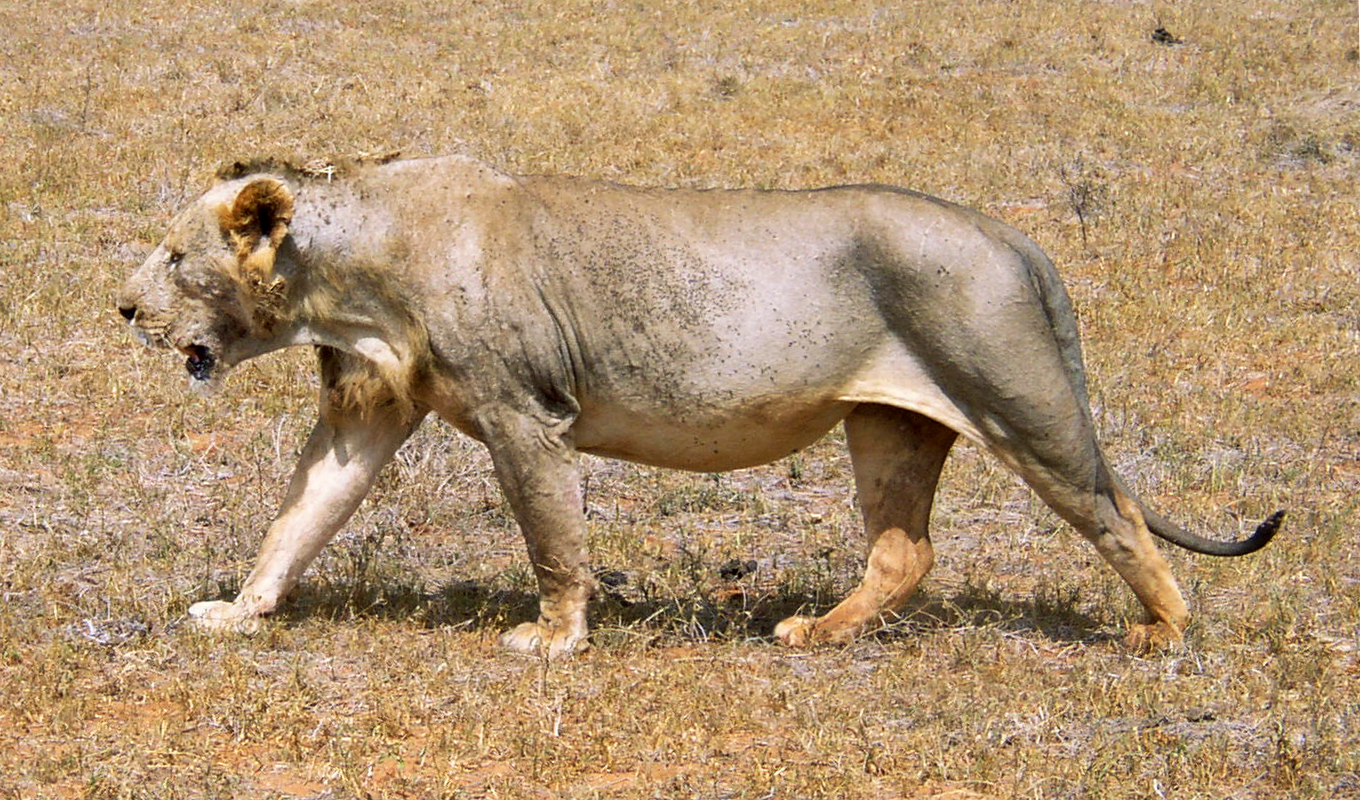
نگاره‌ای از یک شیر بی‌یال در پارک ملی ساوو شرق، کنیا

شیر بی‌یال (به انگلیسی: Maneless lion) به شیر نر بالغی گفته می‌شود که به صورت کامل یال ندارد یا یال مختصر و کم‌پشتی در اطراف گردن خود دارد. در میان گربه‌ایان شیرها تنها گربه‌هایی هستند که دودیسی جنسی آشکار دارند و نرها از روی یال اطراف سر و گردن خود شناخته می‌شوند. با این وجود همهٔ شیرهای نر یال ندارند. امروزه اگرچه بی‌یالی در میان شیرهای آسیایی موجود در پارک ملی جنگل گیر واقع در کشور هند کمیاب است اما نقاشی‌ها، تندیس‌ها و دیوارنگاره‌هایی که از شیرها در ایران، بین‌النهرین، آسیای صغیر و یونان به‌دست آمده نشان می‌دهند که بسیاری از شیرهای نر این سرزمین‌ها فاقد یال و کم یال بودند. در آفریقا بی‌یالی در میان شیرهای نر پارک ملی ساوو شرق در کشور کنیا بسیار رایج است و بسیاری از شیرهای نر غرب آفریقا نیز یالی کم‌پشت دارند.
بررسی غارنگاره‌های موجود از شیرهای پلیستوسن هم نشان می‌دهند که این جانوران بدون یال بوده‌اند.

## نگارخانه

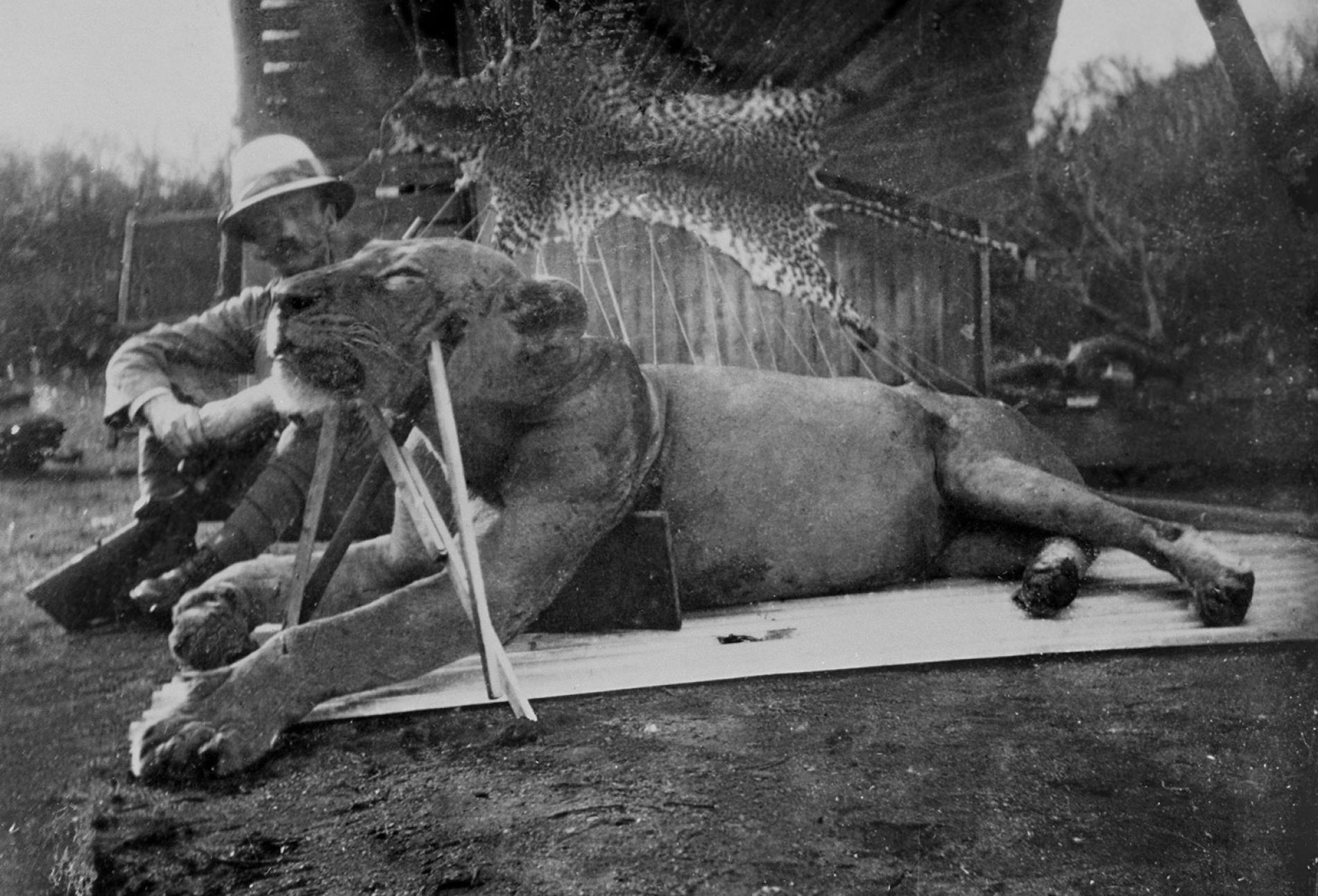
نگاره شیر نر آدم‌خوار ساوو که به دست سرهنگ جان هنری پترسن کشته شد
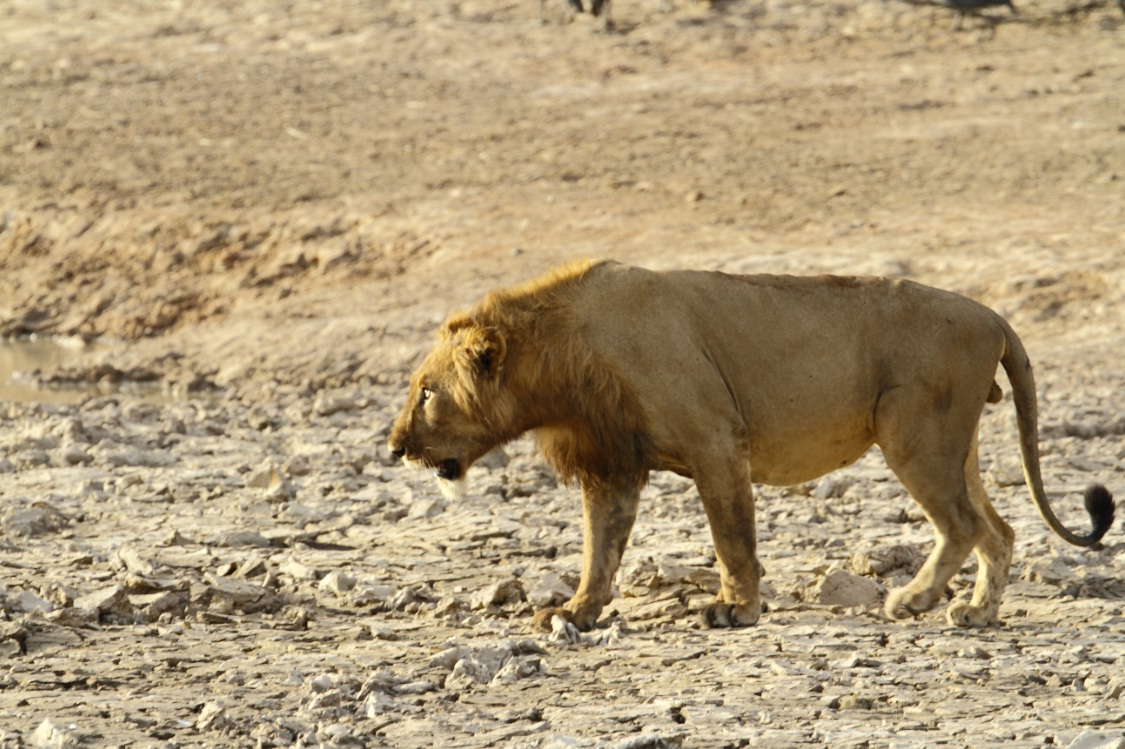
شیر نر بی‌یال در پارک ملی پنجاری، بنین
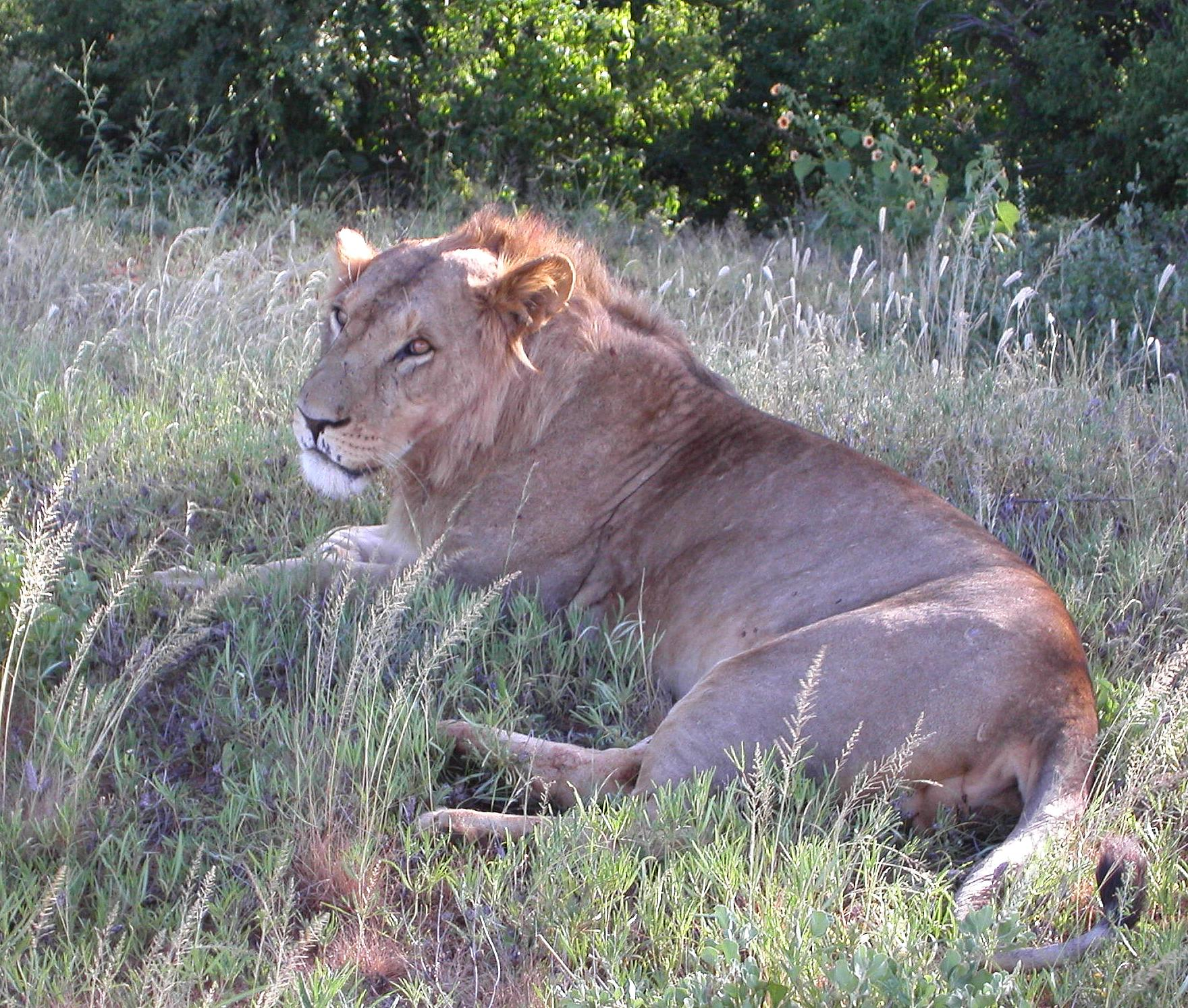
شیر نر بی‌یال در کنیا